# The Annie Lennox Collection
Albums de Annie Lennox
Songs of Mass Destruction
(2007) A Christmas Cornucopia
(2010)
Singles
1. Shining Light
Sortie : 2 mars 2009
2. Pattern of My Life
Sortie : 24 mai 2009

The Annie Lennox Collection est une compilation d'Annie Lennox, sortie le 17 février 2009.
L'album s'est classé 2e au UK Albums Chart et 34e au Billboard 200.

## Liste des titres
| No  | Titre                       | Durée |
| --- | --------------------------- | ----- |
| 1.  | Little Bird                 | 4:49  |
| 2.  | Walking on Broken Glass     | 4:10  |
| 3.  | Why                         | 4:53  |
| 4.  | No More I Love You's        | 4:52  |
| 5.  | Precious                    | 4:15  |
| 6.  | A Whiter Shade of Pale      | 5:18  |
| 7.  | A Thousand Beautiful Things | 3:06  |
| 8.  | Sing                        | 4:20  |
| 9.  | Pavement Cracks             | 5:09  |
| 10. | Love Song for a Vampire     | 4:19  |
| 11. | Cold                        | 4:28  |
| 12. | Dark Road                   | 3:47  |
| 13. | Pattern of My Life          | 4:18  |
| 14. | Shining Light               | 4:29  |

| 15. | Walking on Broken Glass (Acoustic version) | 4:40 |
| 16. | Little Bird (Acoustic version)             | 3:46 |

| 1. | Into the West                                                                           | 5:46 |
| 2. | Ladies of the Canyon                                                                    | 3:43 |
| 3. | Hush, Hush, Hush (featuring Herbie Hancock)                                             | 4:45 |
| 4. | Many Rivers to Cross (Live from Idol Gives Back)                                        | 3:26 |
| 5. | Dream Angus                                                                             | 4:53 |
| 6. | Mama                                                                                    | 4:23 |
| 7. | Everybody Hurts (Live from Keep a Child Alive's Black Ball UK) (featuring Alicia Keys)) | 6:17 |
| 8. | Ev'ry Time We Say Goodbye                                                               | 3:56 |

| 1.  | Little Bird                        |  |
| 2.  | Walking on Broken Glass            |  |
| 3.  | Why                                |  |
| 4.  | No More I Love You's               |  |
| 5.  | Precious                           |  |
| 6.  | A Whiter Shade of Pale             |  |
| 7.  | A Thousand Beautiful Things (Live) |  |
| 8.  | Sing                               |  |
| 9.  | Pavement Cracks (Live)             |  |
| 10. | Cold                               |  |
| 11. | Dark Road                          |  |
| 12. | Pattern of My Life                 |  |
| 13. | Shining Light                      |  |
| 14. | Something So Right                 |  |
| 15. | Waiting in Vain                    |  |